# Gergely Homonnay
Gergely Homonnay (24. srpna 1969 – 1. ledna 2022 Řím) byl maďarský spisovatel, žurnalista a aktivista.

## Život
Gergely Homonnay pocházel z maďarského města Gyula. Vystudoval angličtinu a němčinu na Filozofické fakultě Univerzity v Szegedu, poté studoval práva na Univerzitě v Pécsi a Univerzitě Loránda Eötvöse. Živil se jako překladatel, pracoval ve fotografické agentuře, vyučoval na střední škole a stal se novinářem. Začínal recenzemi z oblasti baletu, později psal pro periodika Best či Story a přispíval např. i do Women’s Psychics.
V roce 2000 vešel ve známost jako bloger a později jako autor facebookové stránky „Erzsi for President“, kde reflektoval politické události z pohledu své kočky jménem Erzsi. V době jeho úmrtí měla tato stránka 82 tisíc fanoušků a jeho vlastní profil na Facebooku dalších 34 tisíc sledujících. Byl také LGBT+ aktivistou.
Po volbách v dubnu 2018 Homonnay vstoupil do politiky jako aktivista levicově-liberální Demokratické koalice a byl jedním z hlavních organizátorů tehdejších protivládních demonstrací. Byl kritikem vlády Viktora Orbána a často psal o údajných dvojích životech některých vládních členů.
Od roku 2018 žil v Římě. Dne 2. prosince 2021 byl maďarským soudem odsouzen k podmínečnému trestu za pomluvu vůči Katalin Novákové, ministryni pro rodinu vládní strany Fidesz. Na Nový rok 1. ledna 2022 byl ve svých 52 letech nalezen v italském privátním klubu Bananon v ulici via Pontremoli v římské čtvrti San Giovanni, přivolané záchrance se jej nepodařilo resuscitovat.

## Dílo
Z jeho textů o kočce Erzsi vzešly knihy:
- Puszi, Erzsi! – A világ macskaszemmel (2016)
- Az elnökasszony – A bundás választás (2017)
- Erzsi bölcsességei – A boldog élet titka (2017)